# أفرو 626
أفرو 626 (بالإنجليزية: Avro 626)‏ هي طائرة تدريب، ثنائية السطح ذات محرك واحد، أنتجت في بريطانيا من قبل أفرو خلال فترة ما بين الحربين (1918-1939).

## المشغلون

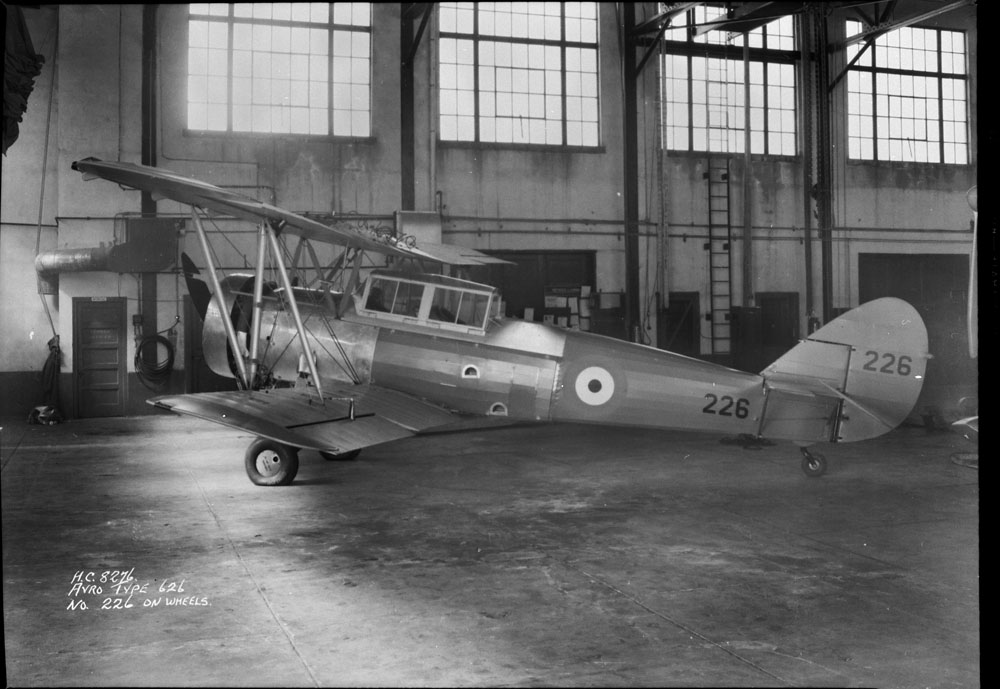
أفرو، 626، سلاح الجو الكندي

تم إنتاج 198 أفرو 626 وبريفكتس.
 الأرجنتيناستلم سلاح الجو الأرجنتيني 15 طائرة.
 النمساالقوات الجوية النمساوية.
 بلجيكاالقوات الجوية البلجيكية.
 البرازيلالقوات الجوية البرازيلية
 كنداسلاح الجو الملكي الكندي
 الصينChinese Nationalist Air Force.
 تشيليسلاح الجو التشيلي.
 تشيكوسلوفاكياCzechoslovak Air Force.
 مصرالقوات الجوية المصرية
 إستونياالقوات الجوية الإستونية.
 اليونانالقوات الجوية اليونانية.
 أيرلنداIrish Air Corps.
 ليتوانياالقوات الجوية الليتوانية
 نيوزيلنداالقوات الجوية الملكية النيوزيلندية
 البرتغالسلاح الجو البرتغالي والقوات البحرية البرتغالية.
 سلوفاكيا
- Slovak Air Force

 إسبانيا
- Spanish Republican Air Force

 المملكة المتحدةسلاح الجو الملكي

## مواصفات (Avro 626 (Lynx IVC engine))
البيانات من Avro Aircraft since 1908
الخصائص العامة
- الطاقم: two
- الطول: 26 ft 6 in (8.08 m)
- باع الجناح: 34 ft 0 in (10.36 m)
- الارتفاع: 9 ft 7 in (2.92m)
- مساحة الجناح : 300 ft² (27.9 m²)
- الوزن فارغة: 1,765 lb (801 kg)
- الوزن محملة: 2,750 lb (1,247 kg)
- محرك الطائرة: 1 × أرمسترونج سيدلي لينكس IVC 7-cylinder radial, 210 hp (157 kW)

الأداء
- السرعة القصوى: 97 kn (112 mph, 180 km/h)
- سرعة العبور: 83 kn (95 mph, 153 km/h)
- مدى (طائرة): 209 nmi (240 mi, 386 km)
- سقف الخدمة: 14,800 ft (4,511 m)
- معدل الصعود: 880 ft/min (4.5 m/s)
- حمولة الجناح: 9.18 lb/ft² (44.7 kg/m²)
- نسبة القدرة إلى الوزن: 0.076 hp/lb (0.126 kW/kg)